# Африканская платформа
Африканская платформа — докембрийская древняя платформа и один из крупнейших относительно устойчивых участков земной коры. Африканская платформа занимала территорию почти всей Африки, за исключением южной части (Капская область, ЮАР) и северо-западной части (Атласские горы, Марокко).
Образовалась в результате объединения Конголезской, Калахарской, Сомалийской, Центрально-Африканской и Западно-Африканской протоплатформ, после раздробления суперматерика Пангеи-0. Просуществовала до суперматерика Пангеи-1, с которой объединилась. В палеозойской эре к Африканской платформе присоединилась Аравийская платформа в суперматерике Гондваны.
В составе платформы имеются щиты (древние массивы) — Регибатский, Ахаггарский, Эбюрнейский, Нубийский, Эфиопский, Центрально-Африканский, Касаи, Танганьикский, Зимбабве, Мозамбиский, Трансваальский, Бангвелулу и Тоггарский.

## Полезные ископаемые
Африканская платформа богата различными полезными ископаемыми:
- Нефть и газ — в Алжире, Египте, Ливии, Нигерии, Анголе и др.
- Алмазы — ЮАР, Ангола, Либерия, Сьерра-Леоне и др.
- Золото — ЮАР.
- Уголь — ДР Конго, Замбия и др.
- Бокситы — Западная Сахара, Гвинея и др.

Фосфорит-(Марокко,Алжир,Ливия,Египет)